# Зах, Натан
Натан Зах (ивр. נתן זך‎, имя при рождении Харри Зайтельбах, нем. Harry Seitelbach; 13 декабря 1930, Берлин — 6 ноября 2020, Рамат-Ган, Тель-Авивский округ) — израильский поэт, писавший на иврите, переводчик и литературовед, лауреат Премии Израиля и премии имени Бялика.

## Биография
Родился в Берлине, иммигрировал в Хайфу (тогда — Палестина) в 1936 году. Служил в армии во время Войны за независимость и в последующих войнах. В 1968—1979 годах жил в Англии.
В 1955 году опубликовал свой первый сборник — «Ширим ришоним» («Первые стихи»), перевёл несколько пьес с немецкого.
Зах был одним из первых поэтов, которые начали публиковаться после основания Государства Израиль. Оказал огромное влияние на развитие современной ивритской поэзии как редактор, критик, переводчик и поэт.
Состоял в поэтической группе «Ликрат», вместе с Моше Дором, Давидом Авиданом, Иехудой Амихаем и др.
В 1959 году опубликовал поэтический манифест, в котором критиковал израильских поэтов (в первую очередь — Натана Альтермана) за пафос, излишнюю симметрию и жёсткость ритма и призывал к более свободной рифме и текущему ритму, меньшему символизму. В своих стихах Зах сочетал разговорный язык с высоким стилем.

## Награды
- Премия имени Бялика (1982)
- Премия Израиля (1995)